# Лук беспомощный

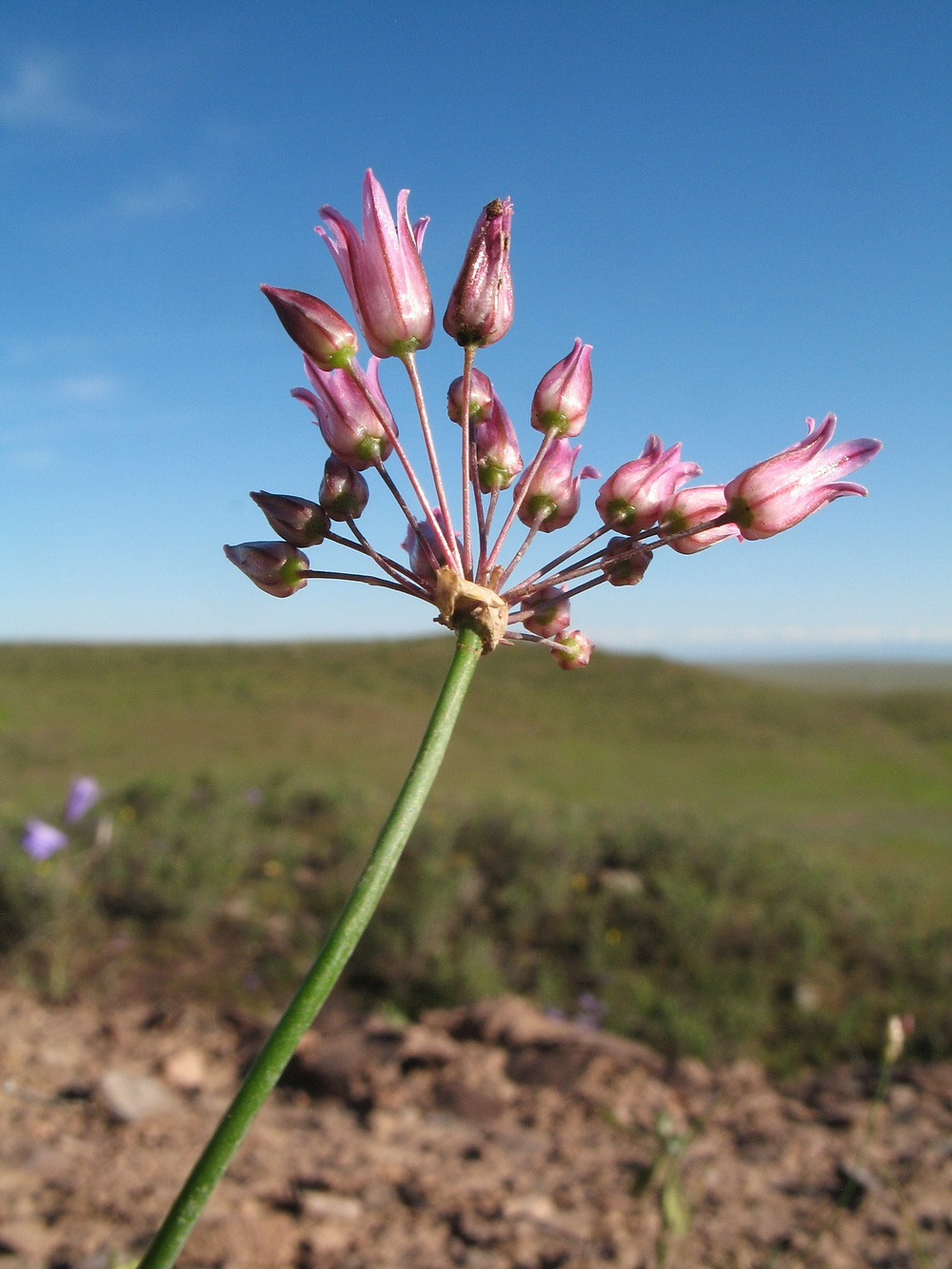
Соцветие. Казахстан, Жамбылская обл., Таласский р-н, вост. берег оз. Акколь, глинисто-щебнистый край чинка. 4 мая 2019 г.

Лук беспомощный (лат. Allium inops) — многолетнее травянистое растение, вид рода Лук (Allium) семейства Луковые (Alliaceae).

## Распространение и экология
В природе ареал вида охватывает Тянь-Шань. Эндемик.
Произрастает на выходах соленосных пород.

## Ботаническое описание
Луковица яйцевидная, диаметром около 1 см, наружные оболочки коричневые или сероватые, почти бумагообразные, без жилок. Стебель высотой 8—17 см, на треть одетый гладкими влагалищами листьев.
Листья в числе двух—трёх, шириной около 0,5 мм, полуцилиндрические, нитевидные, гладкие, немного короче или равны стеблю.
Чехол рано опадающий, тонко-перепончатый. Зонтик коробочконосный, пучковатый, позднее почти шаровидный, малоцветковый, рыхлый. Цветоножки равные, в два—три раза длиннее околоцветника, при основании с прицветниками. Листочки узкоколокольчатого околоцветника, розовые, с пурпурной жилкой, равные, ланцетные, острые или островатые, длиной 6—7 мм. Нити тычинок на четверть короче листочков околоцветника, на четверть между собой и с околоцветником сросшиеся, шиловидные; пыльники жёлтые. Столбик не выдается из околоцветника.
Коробочка в два раза короче околоцветника, с почти округлыми, едва выемчатыми створками.

## Таксономия
Вид Лук беспомощный входит в род Лук (Allium) семейства Луковые (Alliaceae) порядка Спаржецветные (Asparagales).
|  |                                      |  |                                                             |                                                             |                   |  | ещё 24 семейства (согласно Системе APG II) | ещё 24 семейства (согласно Системе APG II) |                     |  |  |  | ещё более 870 видов |
|  |                                      |  |                                                             |                                                             |                   |  | ещё 24 семейства (согласно Системе APG II) | ещё 24 семейства (согласно Системе APG II) |                     |  |  |  | ещё более 870 видов |
|  |                                      |  |                                                             | порядок Спаржецветные                                       |                   |  |                                            |                                            | род Лук             |  |  |  |                     |
|  |                                      |  |                                                             | порядок Спаржецветные                                       |                   |  |                                            |                                            | род Лук             |  |  |  |                     |
|  | отдел Цветковые, или Покрытосеменные |  |                                                             |                                                             | семейство Луковые |  |                                            |                                            | вид Лук беспомощный |  |  |  |                     |
|  | отдел Цветковые, или Покрытосеменные |  |                                                             |                                                             | семейство Луковые |  |                                            |                                            |                     |  |  |  |                     |
|  |                                      |  | ещё 44 порядка цветковых растений (согласно Системе APG II) | ещё 44 порядка цветковых растений (согласно Системе APG II) |                   |  |                                            | ещё около 300 родов                        | ещё около 300 родов |  |  |  |                     |
|  |                                      |  |                                                             | ещё 44 порядка цветковых растений (согласно Системе APG II) |                   |  |                                            |                                            | ещё около 300 родов |  |  |  |                     |